# Cobreros
Cobreros (en senabrés Cobreiros) es un municipio y localidad española de la provincia de Zamora, en la comunidad autónoma de Castilla y León.

## Geografía
Se encuentra ubicado en la comarca de Sanabria, al noroeste de la provincia de Zamora. En su término municipal se encuentran las localidades de: Avedillo de Sanabria, Barrio de Lomba, Castro de Sanabria, Cobreros, Limianos de Sanabria, Quintana de Sanabria, Riego de Lomba, San Martín del Terroso, San Miguel de Lomba, San Román de Sanabria, Santa Colomba de Sanabria, Sotillo de Sanabria y Terroso. Se sitúa a 119 kilómetros de la capital zamorana. 
El término municipal está atravesado por la autovía de las Rías Bajas A-52 entre los pK 82 y 90 y por la carretera nacional N-525. 
| Noroeste: Porto   | Norte: Galende               | Noreste: Galende y Robleda-Cervantes |
| Oeste: Requejo    |                              | Este: Puebla de Sanabria             |
| Suroeste: Requejo | Sur: Pedralba de la Pradería | Sureste: Puebla de Sanabria          |

### Naturaleza
Cobreros se encuentra situado en pleno parque natural del Lago de Sanabria, el mayor lago de origen glaciar de la península ibérica, con 318,7 ha y una profundidad máxima de 53 m, además de ser un espacio natural protegido de gran atractivo turístico.
El relieve del municipio tiene dos partes bien diferenciadas. Al este se extiende el valle del río Tera, el cual hace de límite con Puebla de Sanabria y Robleda-Cervantes. Al oeste se eleva la sierra Segundera, entre cuyas elevaciones discurren el arroyo de las Truchas y el arroyo de la Mondera. A más de 1500 metros de altitud está la Laguna de Sotillo. La altitud del municipio oscila entre los 1792 metros al oeste, en plena Sierra Segundera, y los 900 metros a orillas de los ríos Tera y Castro. El pueblo se alza a 1010 metros sobre el nivel del mar. 
En San Román de Sanabria hay un ejemplar centenario de Castaño, que mide alrededor de 5 metros de diámetro, y unos 16 metros de circunferencia.

### Rutas
Dispone de varias rutas, con diferentes niveles de dificultad que se originan desde el propio pueblo. Senda de baja dificultad por el extenso campo de los alrededores del pueblo, rutas de nivel medio como el ascenso al monte del propio pueblo, o ir a la famosa "Cascada de Sotillo", o incluso a "Peña Cueva", donde se encuentra un refugio de pastores, recientemente rehabilitado.
También hay rutas de más de dos horas, como es el ascenso a "La Matanza" lugar donde pasa el ganado el verano en busca de comida y donde es un espectáculo ver a los cientos de vacas de distintas ganaderías, convivir durante varios meses de verano, desde mayo hasta septiembre. También se puede ir a la laguna de Sotillo, que se trata de una laguna de origen glaciar, con una extensión de casi 100 m en el lado más extenso.

## Historia

### Edad Antigua
No debemos pasar por alto la posibilidad de algún asentamiento prerromano por estas tierras. Román del Cerro, basándose en los petroglifos que conocemos como Huellas del caballo de Santiago, asegura que estas son de origen celta y que han de estar situadas cerca de algún asentamiento prerromano o, tal vez, ser un testimonio de la división territorial de esa época. En Cobreros existen huellas similares a éstas en al menos en dos lugares.

### Edad Media
Para conocer la historia medieval de Cobreros, debemos remontarnos al siglo IX o tal vez al X, época en la que se repoblaron este y otros territorios de oeste peninsular, dentro de los procesos repobladores emprendidos por los reyes de León. A Sanabria llegaron colonos de otros lugares que bautizaran sus asentamientos con el nombre de su procedencia: Limianos, Castellanos o Asturianos. Otros, en cambio, recibieron el nombre de los oficios por los que se dieron a conocer, como podría ser el caso de Ferreros o del propio Cobreros. Este último, da comienzo así a su particular historia local, en el que sus moradores destacaron por sus trabajos de moldeado del cobre o, en su caso, por recibir colonos que llegaron de Galicia o del oeste de Asturias donde existen pueblos con nombres muy parecidos: Cobreiro, Cobre o San Cebrián del Cobre.
El primer documento donde aparece Cobreros data de 1171 y cuenta como Pedro Pérez donó al monasterio de San Martín el realengo de Santa Sarta de Avedillo que estaba situado entre Cubleiros y Santa Columba.
En 1237 Bartolomeo y Rodrigo Roderiguiz, ambos de Cobreros, firmaron como testigos en la donación al monasterio por parte de Fernando Garsie de varias heredades, entre ellas alguna en San Román (libro tumbo bn). No obstante, no aparece en ningún documento ninguna relación entre dicho monasterio y Cobreros, a pesar de que los monjes tenían propiedades en toda Sanabria. Así, tal vez pertenecía a un título nobiliario o eran campesinos y artesanos libres, acaso judíos o una situación mixta.
De todas formas entre los años 1474 y 1476, al ser coronada Isabel la Católica como reina de Castilla y de León despoja a los señores de Sanabria de sus títulos, propiedades y privilegios, pasando todo al IV conde de Benavente.

### Edad Moderna
En 1590 se aplica en la Corona de Castilla y León el impuesto de millones que gravaba (grababa) el vino, el aceite, el jabón, el vinagre, la carne y las velas de sebo. Vemos como los pecheros de Cobreros y Avedillo pagaron en común dicho impuesto. Esta mancomunidad entre Cobreros y Avedillo se mantendrá en algunos temas hasta nuestros días.
También vemos en el censo de 1591 que Cobreros y Avedillo tenían entre los dos 26 pecheros, la mayoría en el segundo y contaban con 66 hidalgos, la mayoría de Cobreros, en cuya zona se daba el más alto porcentaje de hidalgos de toda la provincia y uno de los más altos de la Corona de Castilla y León, llegando incluso a más del 90 por ciento de la población. La suma de los pecheros y los hidalgos sumaba un total de 93 vecinos, que podrían ser unas 350 personas y un cura. En el censo anterior de 1530 el número de pecheros era de 15, aunque en dicho censo no se recogía el número de hidalgos. Cobreros era entonces un grupo de caseríos separados, formados por patio interior (corral) rodeado por lo que eran las viviendas, cuadras, hornos, talleres etc. El alto número de hidalgos nos indica que seguramente casi toda la población era de propietarios libres, aunque fueran hidalgos de escasa fortuna.
En 1649 se construyó la iglesia y así lo dice la inscripción interior: "hizose esta obra año de 1649 siendo cura el Pedro Blanco. Pero no es una obra nueva sino que es la reforma y ampliación de otra iglesia anterior que según dice en las fachadas norte y oeste databa de 1574: faciv-set-anno 1574. Para esta obra y otras posteriores que se hicieron en la iglesia, cuenta la tradición que se utilizaron las piedras de las ermitas de San Roque y El Bendito Cristo, cuyos cimientos perduraron hasta hace unos treinta años. La torre, que en principio estaba separada de la iglesia, está hecha en tres tramos, el primero de los cuales era civil y parece ser que en ocasiones fue utilizada como calabozo. Los otros tramos, ya adosados a la iglesia como campanario, fueron claramente levantados y cambiadas las campanas hasta la altura actual. La sacristía está fechada en 1688 y según dice la inscripción fue hecha por un particular que la pago y la doto: esta alcoba hizo Amaor Velloso a sv costa doto.
En 1752 Cobreros tenía cincuenta y dos vecinos (unas 200 personas), contando viudas y mozas solteras (que formaban cabeza de familia) y contaba con setenta casas habitables y nueve arruinadas, también había seis pobres de solemnidad de ambos sexos (que no hacían cabeza de casa y vivían de la limosna). Los impuestos de alcabalas que pagaban al conde de Benavente ascendían a trescientos diez reales (censo 1752) a lo que había que añadir otros cargos como el diezmo que cobraba el cura o la autoridad eclesiástica pertinente.

### Edad Contemporánea
El siglo XIX comenzó con la Guerra de Independencia, habiendo llegado a la zona contingentes franceses, cuyos soldados habrían cocido pan en alguno de los hornos que había el Cobreros alguno de los cuales todavía perduran.
Con la creación de las actuales provincias en la división provincial de 1833, Cobreros quedó encuadrado en la provincia de Zamora, dentro de la Región Leonesa, la cual, como todas las regiones españolas de la época, carecía de competencias administrativas.
Tras la desamortización de Mendizábal y el nuevo ordenamiento territorial Cobreros pasó a ser ayuntamiento, al que se unieron Quintana, Sotillo, San Román y Riego. Así, en la estadística geográfico-histórica de 1845 el ayuntamiento de Cobreros tenía 5 anejos. Asimismo, el pueblo en sí tenía 41 casas donde vivían 25 vecinos con un total de 107 almas, escuela de primeras letras por temporada y una dotación de 100 reales a la que asisten 16 niños. La iglesia (San Vicente) era matriz de Avedillo con cura de primer ascenso y libre provisión. Las enfermedades más comunes eran, dolor de costado y reumas, los caminos (de herradura y carreteros) estaban en mediano estado y sin salida ni entrada fijos. Además de lo agrícola que producía, destacaba la presencia corzos, jabalíes, y venados. El terreno era de 2.ª y 3.ª clase regada en parte por el arroyo titulado la madera (la Mondeira), la arriería era la industria principal, a la que se dedicaban una cuarta parte de los vecinos, traficando en hierro de Galicia y grano de tierra de Campos. Los linderos eran los actuales y el capital producido era de 40994 reales; unos impuestos de 4255 reales. Y una contribución de 1895 reales Y 31 maravedíes. El presupuesto municipal era de 4240 cubierto por reparto de los vecinos. Había siete fuentes de buenas aguas, dos de ellas ferruginosas. No se mencionaba el balneario que según Jesús C. Pérez estaba abierto desde el siglo XVII, aunque puede que no tuviera entonces ni el aspecto ni la fama que tuvo a finales del siglo XIX y principios del XX. En la actualidad, la antigua casa de baños se halla en estado de ruina.
A finales del siglo XIX el ayuntamiento ya tenía 11 anejos que se le fueron uniendo durante la segunda mitad del citado siglo. En 1919 sus vecinos nombraron una comisión para la compra de la sierra, y un año después (1920) la compraron a Ignacia Bernal de Quirós, condesa de Benavente, hija del marqués de Campo Sagrado.
La guerra civil dejó en Cobreros víctimas tanto en el frente como por fusilamientos o en extrañas circunstancias y la posguerra estuvo condicionada por el miedo y el silencio de las gentes. En 1972 Cobreros absorbió el ayuntamiento de Terroso pasando a tener 13 anejos que son los que tiene en la actualidad. Tras la constitución de 1978, este municipio pasó a formar parte en 1983 de la comunidad autónoma de Castilla y León, junto con el resto de municipios de la provincia de Zamora.

## Geografía humana

### Núcleos de población
El municipio se divide en trece núcleos de población, que poseían la siguiente población en 2024 según el INE.
| Núcleo de población       | Población |
| ------------------------- | --------- |
| Barrio de Lomba           | 104       |
| Cobreros                  | 75        |
| Castro de Sanabria        | 74        |
| Santa Colomba de Sanabria | 58        |
| San Martín del Terroso    | 46        |
| Sotillo de Sanabria       | 45        |
| Quintana de Sanabria      | 37        |
| San Miguel de Lomba       | 33        |
| San Román de Sanabria     | 21        |
| Terroso                   | 17        |
| Avedillo de Sanabria      | 13        |
| Limianos de Sanabria      | 12        |
| Riego de Lomba            | 10        |

### Demografía
Cuenta con una población de 545 habitantes (INE 2024).
| Gráfica de evolución demográfica de Cobreros entre 1842 y 2021 |
| |
| Población de derecho según los censos de población del INE Población de hecho según los censos de población del INEEntre el censo de 1857 y el anterior, crece el término del municipio porque incorpora a 495010 (Avedillo de Sanabria), 495013 (Barrio de Lomba), 495032 (Castro de Sanabria), 495068 (Limianos de Sanabria), 495100 (Quintana de Sanabria), 495106 (Riego de Lomba), 495125 (San Miguel de Lomba), 495128 (San Román de Sanabria), 495132 (Santa Colomba de Sanabria) y 495142 (Sotillo de Sanabria) Entre el censo de 1981 y el anterior, crece el término del municipio porque incorpora a 49218 (Terroso) |

A partir de 1950 comenzó la despoblación de la zona, la cual se fue incrementando hasta la actualidad. principios del siglo XX el municipio de Cobreros tenía casi 3000 censados y a principios del XXI se ha quedado en menos de 800. En 1921 F. Kruger menciona a Cobreros en su libro (la cultura tradicional de Sanabria) si bien son curiosidades más que hechos históricos.

## Administración y política

### El Ayuntamiento en la Monarquía Constitucional
Tras las elecciones municipales de mayo de 2015, el Ayuntamiento de Cobreros quedó compuesto por 4 concejales de Sanabria Verde (SaVer), 2 de PP y 1 de la Agrupación Popular Independiente de Cobreros (APIC). De este modo, Sanabria Verde revalidó la alcaldía, ya que en las elecciones de 2011 obtuvo 4 concejales, frente a los 3 que obtuvo el PP, mismo resultado que el acontecido en las elecciones municipales de mayo de 2007, en las que se estrenó el partido Sanabria Verde tomando la alcaldía. Este partido fue fundado por el entonces alcalde del municipio Ángel López Amigo. Previamente, en las elecciones locales celebradas en 2003, el partido Zamora Unida (ZU) resultó ganador con el 42,69% de los votos, lo que le reportó tres concejales. En segundo lugar quedó el Partido Popular, que con el 38'01% de los votos válido obtuvo igualmente tres concejales. Finalmente, el PSOE obtuvo el 17,93% de los votos, lo que le reportó un concejal. Anteriormente, en las elecciones locales celebradas en 1999, el Partido Popular resultó ganador con el 42,45% de los votos, lo que le reportó la mayoría absoluta al hacerse con cuatro concejales. En la oposición quedaron el PSOE, que con el 19,89% de los votos válido obtuvo un concejal, el Partido Regionalista del País Leonés (PREPAL), que con el 15,28% obtuvo también un concejal y, finalmente, la Agrupación de Jóvenes Independientes de Cobreros, que obtuvo un concejal al hacerse con el 13,5% de los votos.

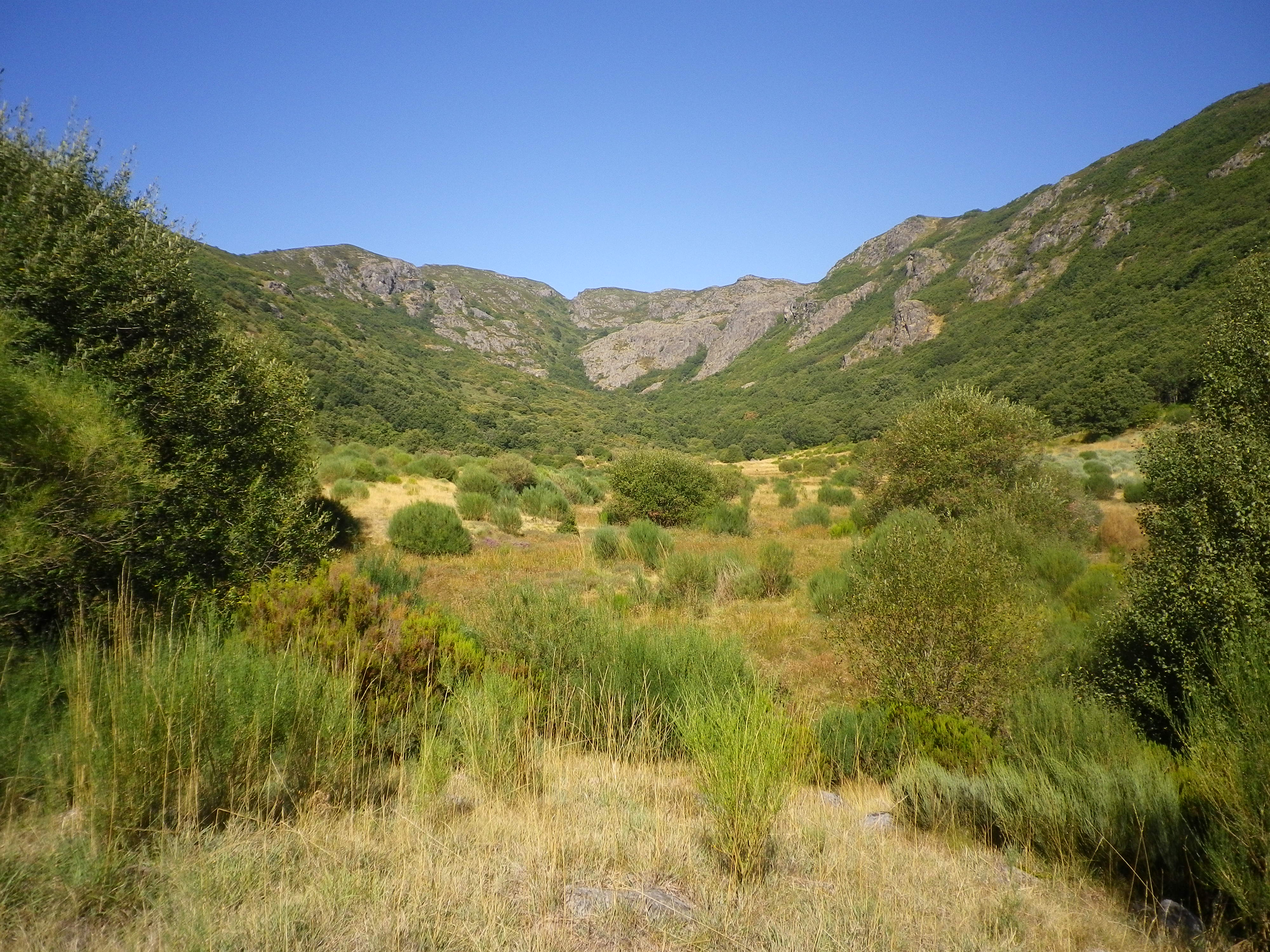
Valle glaciar de Cubello.

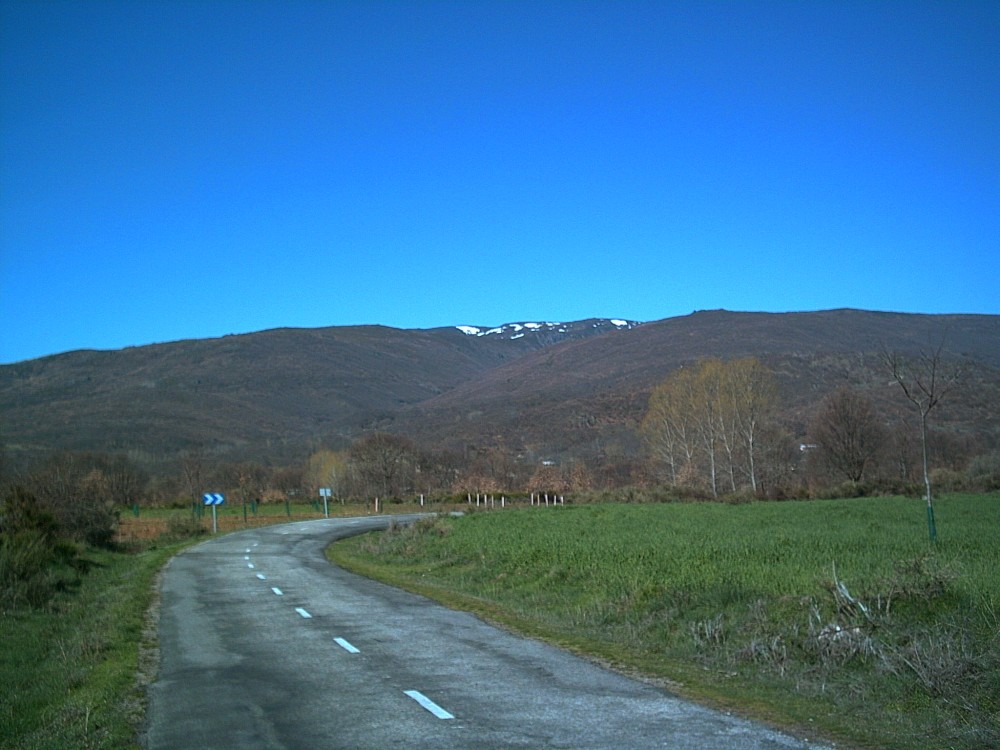
Vista en las cercanías de Cobreros.

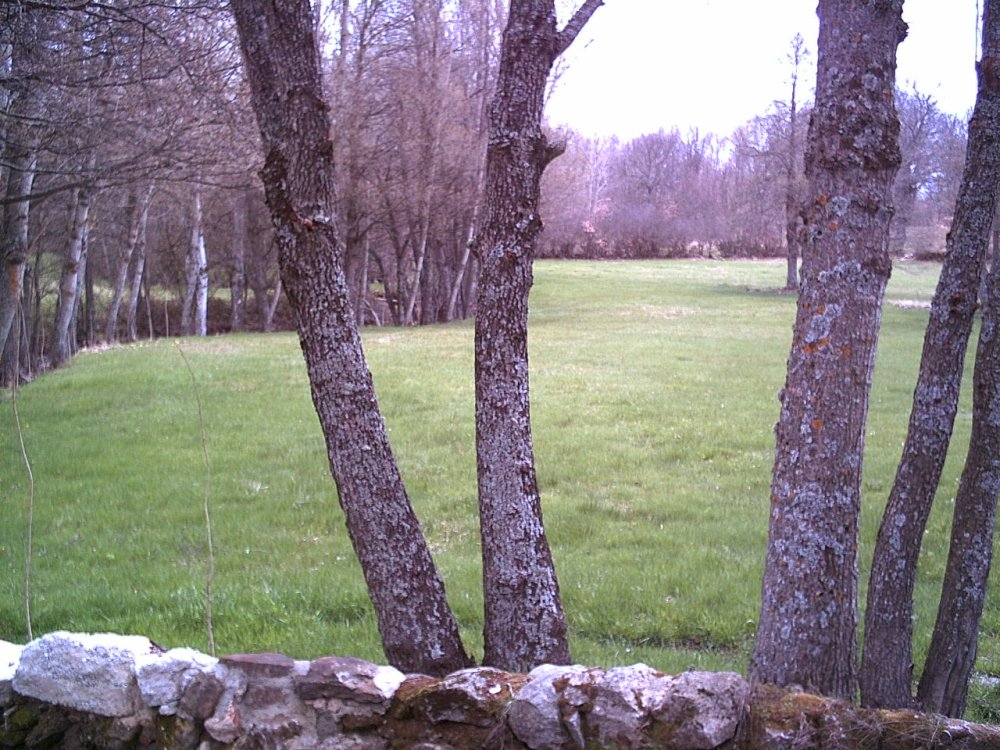
Prado cerca de Santa Colomba.

### El Ayuntamiento de Cobreros durante la IIª República
- Entronización de Cristo Rey

El mismo día en que en toda España se celebraban las elecciones municipales del 12 de abril de 1931, que originaron la instauración de la Segunda República Española, en el Ayuntamiento de Cobreros se procedió a entronizar el Sagrado Corazón de Jesús en el salón de sesiones del Ayuntamiento, donado por el alcalde Nicolás Rodríguez Arias. Ese día no se celebraron elecciones el municipio porque, de acuerdo con el artículo 29 de la entonces vigente Ley Electoral de 1907, cuando en una circunscripción, sea distrito o ayuntamiento, sólo se presentara una candidatura, no era precisa la votación y esa candidatura quedaba proclamada automáticamente.
- Nuevo Ayuntamiento

El 21 de abril de 1931 se constituyó el nuevo ayuntamiento, siendo elegido alcalde Antonio San Román Arias.
- Comisión gestora

En tres de febrero de 1933 se forma en el Ayuntamiento una comisión gestora para preparar las elecciones municipales que tendrían lugar en abril de ese mismo año. La comisión se reúne bajo la presidencia del delegado gubernativo Antonio González de Dios, hombre en aquellos momentos de Ángel Galarza en la tierra de Sanabria. En representación del Estado forma la Comisión Gestora el maestro de Quintana Ángel Rebollo Pachón, mientras que en representación de los labradores contribuyentes lo hace Salvador Fernández Sanromán, mientras que José Montero Elena es nombrado en representación del cuerpo obrero de la localidad. Por dos votos a uno sale elegido alcalde Ángel Rebollo Pachón.
- Elecciones de abril de 1933

Finalmente, el 23 de abril de 1933 tienen lugar las elecciones locales en el municipio. El gran vencedor es el Partido Agrario, al que se adscriben cinco de los concejales elegidos. En segundo lugar queda Acción Popular, con tres concejales, obteniendo un concejal el Partido Republicano Radical y otro concejal la Acción Republicana de Manuel Azaña. El 10 de mayo de 1933, fecha en la que toma posesión el nuevo ayuntamiento, es nombrado alcalde Manuel Sánchez Fernández, de Acción Popular.

### El Ayuntamiento durante la Restauración
En junio de 1896, cuando el municipio contaba con 1987 habitantes, el alcalde era Andrés Villasante

## Hijos ilustres
- Ángel Rodríguez de Prada: nacido en Cobreros (1859), fue sacerdote, teólogo, y licenciado en físico-matemáticas en 1873. El papa León XIII le nombró director del Observatorio Vaticano (specola vaticana). Publicó varios libros y murió en Aldaz (Navarra) el 21 de octubre de 1935.
- Manuel San Román Elena: nació en Cobreros el 27 de abril de 1867. Sacerdote, licenciado derecho canónico en Salamanca, doctor en teología, que llegó a ser consagrado Obispo de Calahorra el 17 de enero de 1909. Anteriormente, fue cura en Justel, profesor del seminario de Astorga, en 1902 Canónigo Doctoral Catedral de Calahorra, vicario y Gobernador Eclesiástico de Calahorra y Santo Domingo de la Calzada. En 1904 fue nombrado prelado doméstico de Pio X, en 1907 Predicador Real. Murió en Cobreros el 28 de agosto de 1911. Sus vísceras fueron enterradas en Cobreros y el cuerpo embalsamado y enterrado en Calahorra.
- Federico Elena San Román: nació en Cobreros el 17 de julio de 1869, hijo de los entonces dueños del balneario. Sacerdote, doctor en derecho canónico, habiendo logrado varios cargos eclesiásticos en Astorga y Toledo, fue abogado, fiscal y juez eclesiástico en Tarragona y Rota. Asimismo, fue profesor de matemáticas, literatura y derecho civil. El 12 de abril de 1903 fue nombrado Capellán Real y Confesor de la reina María Cristina. En 1918 fue propuesto para obispo, aunque no fue aceptado por enfermedad, muriendo el 6 de agosto de 1925 en el palacio de la Magdalena de Santander y enterrado en Madrid.